# Бланш дьо Намюр
 Тази статия е за кралицата на Швеция и Норвегия.  За белгийската уитбира вижте Бланш дьо Намюр (бира).  
Бланш дьо Намюр (на френски: Blanche de Namur) от намюрската династия Дампиер, е кралица на Швеция (1335 – 1363) и Норвегия (1336 – 1343).

## Биография
Дъщеря е на Йохан I, граф на Намюр, и Мари д'Артоа. През 1335 г. се омъжва за шведския крал Магнус IV Ериксон. Майка е на бъдещия крал на Норвегия Хокон VI Магнусон и на бъдещия крал на Швеция Ерик XII Магнусон.